# Gare de triage de Luxembourg
Pour les articles homonymes, voir Gare de Luxembourg (homonymie).

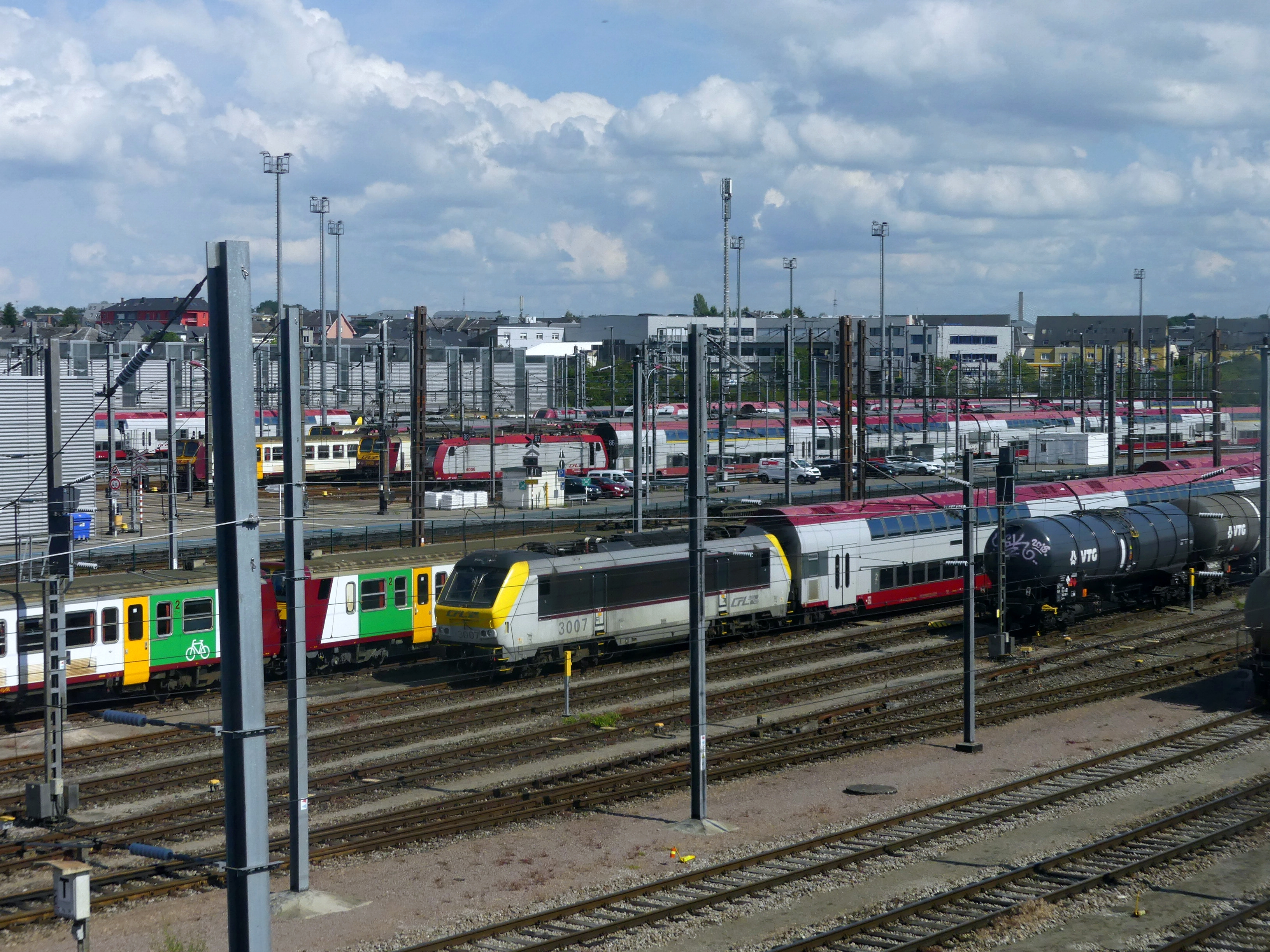
La gare de triage vue de la ligne 6.

La gare de triage de Luxembourg est une gare de triage du Luxembourg. Elle est située sur la commune de Luxembourg.

## Situation ferroviaire
La gare de triage de Luxembourg est située au lieu-dit Zwickau au sud de la gare de Luxembourg et se prolonge jusqu'au nord de la gare de Howald. Elle est adossée au dépôt de Luxembourg.

## Histoire
La gare de triage a été fortement endommagée par les bombardements alliés de mai 1944.

## Caractéristiques
La gare de triage est accessible par les voies des lignes 5, 6 et 7.